# Roberto Francisco Chiari Remón

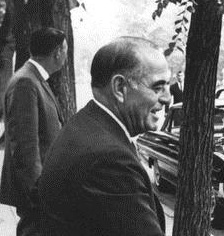
Roberto Francisco Chiari Remón

Roberto Francisco Chiari Remón (* 2. März 1905; † 1. März 1981) war der 31. Präsident von Panama.
Chiari Remón war bereits von 20. bis zum 24. November 1949 für 4 Tage selbsternannter Staatspräsident nach einem Umsturz gewesen, wurde aber vom Parlament nicht anerkannt und somit von offiziellen Stellen für diese Zeit nicht als Präsident aufgeführt. Zuvor hatte er als Vizepräsident des Landes fungiert. Am 1. Oktober 1960 übernahm er, dieses Mal offiziell, das Amt des Staatspräsidenten als Nachfolger von Ernesto de la Guardia Navarro und blieb die gesamte vorgesehene Zeitspanne bis zum 1. Oktober 1964 im Amt. Sein Nachfolger wurde Marco Aurelio Robles Méndez.
In seine Amtszeit fällt der Flaggenstreit zwischen den USA und Panama 1964.
| Personendaten    | Personendaten                   |
| ---------------- | ------------------------------- |
| NAME             | Chiari Remón, Roberto Francisco |
| KURZBESCHREIBUNG | 31. Präsident von Panama        |
| GEBURTSDATUM     | 2. März 1905                    |
| STERBEDATUM      | 1. März 1981                    |